# 제3차 산업 혁명
제3차 산업 혁명(Third Industrial Revolution)은 경제학자 제레미 리프킨 등이 내다본 미래의 사회 모습. 여기서 시작된 것으로 좁게는 1970년~1995년 까지의 변화를 넓게는 1950~1999년 까지의 변화를 가리키는 것으로 본다. 물론 그 시작점은 20세기 초에서 부터 미세하게 찾을 수도 있기는 하다.

## 형태

### 제조업의
가상재화 시장은 콘텐츠 중심으로 성장해왔지만 향후에는 제조 및 서비스 시장까지 범위가 확대되면서 성장할 전망이다.
콘텐츠 시장을 넘어서는 가상재화의 확대는 이미 제조업 분야에서 일부 현실화되고 있다. 이코노미스트 등이 <제3차 산업 혁명(The Third Industrial Revolution)>이라고 명명한 제조업의 디지털화와 3D 프린팅의 활용이 확산되고 있으며 관련 시장도 서서히 형성되고 있다.
《롱테일 경제학》의 저자이자 <Wired> 잡지의 전 편집장인 크리스 앤더슨(Chris Anderson)은 이러한 변화를 'Maker Space'의 출현으로 설명하고 있다. 즉, 글로벌로 연결된 네트워크와 어디서나 가능해진 컴퓨팅 파워가 3D 프린터나 세계 각지의 공장과 연결되면 거대한 Maker Space가 형성된다는 것이다. 중국 상하이시는 100개의 DIY 제작 스튜디오 설립 계획을 발표한 바 있다. 이는 Maker Space의 대표적인 사례로 볼 수 있다.

### 경제의 패러다임 변화로 인한 제3차 산업 혁명의 시작
20세기 초 전기커뮤니케이션의 발전은 석유 동력의 내연기관과 조우해 2차 산업 혁명을 일으켰다. 그 결과로 나타나는 공장의 전기화는 대량생산 제품의 시대를 열였다. 20년 동안 시멘트 고속도로가 미국 전역에 깔렸고, 수많은 가구가 몇 년전만 해도 고립된 시골 마을로 치부하던 교외 지역의 새로운 공동체로 이주하기 시작했고, 수천 킬로미터의 전화선, 라디오, 텔레비전이 등장하여 광범위한 커뮤니케이션을 창출했다.  그로부터 수십년이 지난 현재, 석유 동력의 2차 산업 혁명은 석유고갈을 가져왔고, 석유의 환경오염으로 인해 지구온난화를 가속해왔다.

이와 같은 이유로 새로운 형태의 산업 혁명이 요구 되었고 제러미 리프킨을 대표로 한 학자들이 제3차 산업 혁명이란 제목을 가지고 인터넷 커뮤니케이션 기술과 재생 가능한 에너지의 결합을 요구 하였다. 제3차 산업 혁명이 가진 수 억명의 사람들이 자신의 가정과 직장, 공장에서 직접 녹색 에너지를 생산하여 지능적인 분산형 전력 네트워크, 즉 인터그리드로 서로 공유하는 특징..이 석유 동력시대의 집중되어 있던 권력을 분산 시켜 수평적 권력의 시대가 오고 있다.

### 제3차 산업 혁명으로부터 도태된 사례
- 음반업계 - LP판의 시대와 CD플레이어 시대에 음악의 권력을 쥔 음반업계들은 인터넷의 발전과 함께 온 정보의 공유 즉 분산된 권력을 이해하지 못했다. 결국 수 많은 젊은이가 온라인상으로 음악을 공유하기 시작되면서 10년도 안되어 매출의 급락을 경험하거나 거의 대부분 인터넷으로 사업을 축소 시켰다.

### 그 이후
Maker Space가 출현하면서 이제 제조업에서 제조 부분을 제외한 설계, 유통, 판매, 관리 등의 부분은 모두 네트워크를 통해서 해결 가능해진다. 가령 설계 부분은 PC나 스마트 단말에서 3D CAD 등으로 작성하거나 다른 사람이 이미 제작해 놓은 설계도를 인터넷에서 다운로드 받으면 된다.
실제 이런 프로세스를 적용하고 상용화 중인 3D 프린팅사 Shapeways에서는 이미 수십 만개의 설계도가 업로드되어 있으며 1년만에 27만 달러가 거래될 만큼 그 가능성을 주목받고 있다. 그 뿐만 아니라 eBay와 유사하게 제작을 발주하는 사람이 설계도를 올리면 경매를 통해 낙찰된 제작자가 제품을 만들어 전달하는 마켓플레이스도 운영되고 있다.
설계 과정의 공유뿐만 아니라 설계된 도면의 공유 및 거래, 제조 비용에 대한 펀딩 및 시제품의 평가를 위한 시뮬레이션 등이 모두 네트워크와 마켓플레이스를 통해 수행된다. 이러한 제조업의 변화가 가능해진 이유는 바로 제조과정의 상당부분이 디지털화되었기 때문이다. 여기서부터 기계가 제품을 생산할 수 있게 되었다.
제조업의 디지털화가 촉진되고 실제 제조를 담당하는 'Maker Space'가 확대되면서 'Mass Customization' 현상이 일어나는 것이 바로 제 제3차 산업 혁명이다. 제 제3차 산업 혁명이 진행되면서 디지털화된 제조업 부문으로 가상재화 시장이 확대되는 모습을 도식화하면 다음과 같다.

## 같이 보기
- 산업 혁명
- 제2차 산업 혁명
- 제4차 산업혁명
- 인더스트리 4.0